# Майо-Цанага (департамент)
Майо-Цанага (фр. Mayo-Tsanaga) — один из 6 департаментов Крайнесеверного региона Камеруна. Находится в юго-западной части региона, занимая площадь в 4 393 км².
Административным центром департамента является город Моколо (фр. Mokolo). Граничит с Нигерией на западе и севере, а также департаментами: Майо-Сава (на северо-востоке), Диамаре (на востоке) и Майо-Лути (на юге).

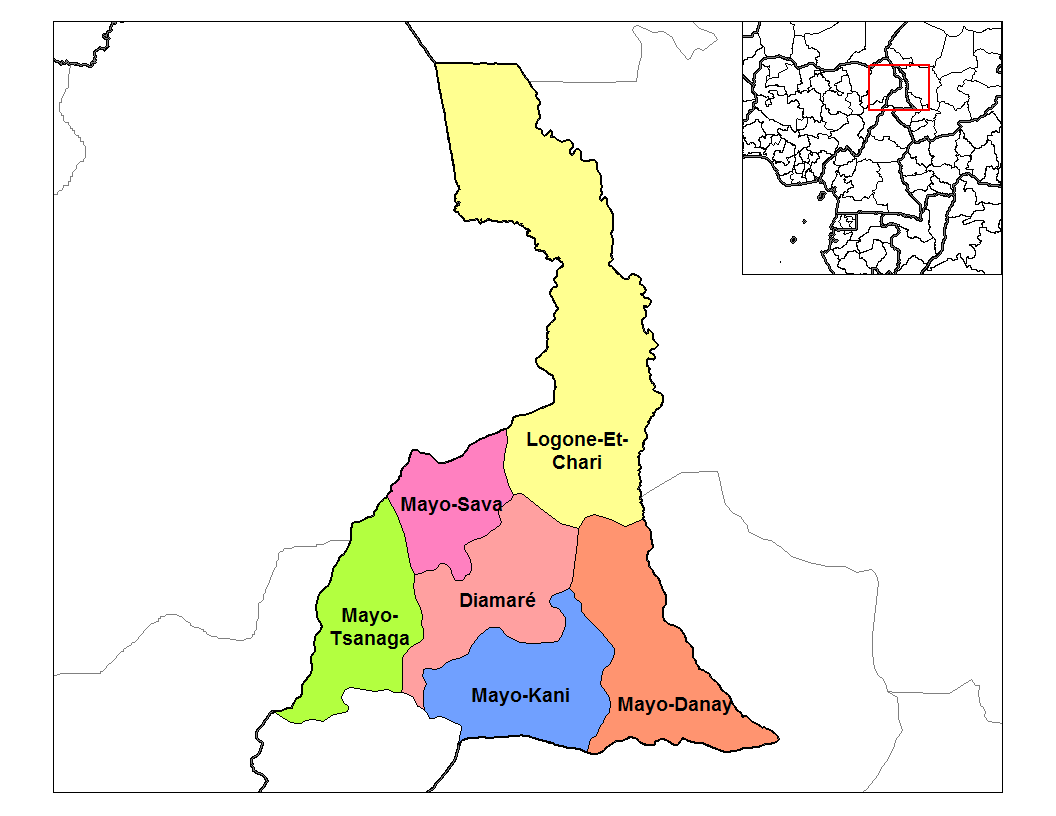
Департамент Майо-Цанага на карте Крайнесеверного региона

## Административное деление
Департамент Майо-Цанага подразделяется на 7 коммун:
1. Бурра (фр. Bourrha)
2. Ина (фр. Hina)
3. Коза (фр. Koza)
4. Могоде (фр. Mogodé)
5. Моколо (фр. Mokolo)
6. Мозого (фр. Mozogo)
7. Суледе-руа (фр. Souledé-roua)